# Johannes Käbin
Johannes Käbin (en ruso: Йоха́ннес Кэ́бин), también conocido como Iván Gustavovich Kebin  (en ruso: Иван Густавович Кэбин; 24 de septiembre de 1905, Kalvi, Gobernación de Estonia, Imperio ruso - 26 de octubre de 1999, Tallin, Estonia) fue un político soviético que dirigió el Partido Comunista de la República Socialista Soviética de Estonia de 1950 a 1978. Käbin era de etnia estonia, pero se había criado en la RSFS de Rusia (Yestonio), ya que su familia se había trasladado a San Petersburgo en 1910. Después de la independencia de Estonia hasta su muerte, Käbin fue miembro del Partido Laborista Socialdemócrata.

## Biografía
Johannes Käbin nació en 1905 en Kalvi, Virumaa. En 1907, la familia de Käbin se mudó de Estonia a San Petersburgo, donde su padre murió ese mismo año. En 1916, junto con su madre y su hermana mayor, se trasladó al pueblo de Sussanino en la provincia de Petrogrado, donde la familia compró una pequeña finca (0,27 hectáreas). En 1926 ingresó en la Escuela de Leningrado de Construcción Soviética y del Partido. Un año después, Käbin fue nombrado presidente del Sóvet de la aldea de Susanin del distrito de Gatchina (Trotsky). Completó sus estudios en el Instituto de Profesores Rojos en 1938.

## Carrera profesional
Trabajó como profesor en Moscú antes de regresar a la RSS de Estonia después de la Segunda Guerra Mundial . Käbin luego se convirtió en el subjefe del Departamento de Propaganda y Agitación del Comité Central del Partido Comunista de la RSS de Estonia. En 1948, Käbin volvió a ser elegido secretario del Comité Central de Propaganda. En 1950, en el 8º Pleno, fue elegido Primer Secretario del Partido Comunista de la RSS de Estonia. Inicialmente fue un estalinista de línea dura, pero gradualmente se volvió más moderado en la era post-Stalin, aunque, sin embargo, permaneció dedicado a la consolidación del dominio soviético en Estonia. Estuvo en esta posición durante más de 25 años, en parte debido a la aprobación de sus políticas por parte del Kremlin. Fue presidente del Sóviet Supremo (jefe de Estado) de 1978 a 1983.

## Vida posterior
Después de la independencia, permaneció en Estonia. Murió en Tallin en 1999, a la edad de 94 años. Está enterrado en Metsakalmistu .

## Vida personal
Su hijo es el físico Eduard Käbin (nacido el 17 de abril de 1945), graduado de la Universidad Estatal de Moscú y Trabajador Honorario de Educación Profesional Superior de Rusia.

## Premios y condecoraciones
Recibió muchos premios, como:
- Orden de Lenin
- Héroe de Trabajo Socialista
- Orden de la Revolución de octubre